# Pinamonte da Vimercate
Pinamonte da Vimercate (circa 1120 – dopo il 1185) fu un nobile milanese, appartenente alla classe dei Capitani, cioè al primo ordine della nobiltà comunale. Si distinse come una delle figure più influenti nel contesto delle lotte tra i Comuni lombardi e l'Impero. La sua famiglia, i Vimercati, di origini longobarde, giunse a Vimercate dall'area di Airuno nell'XI secolo, assumendo un ruolo importante nella protezione della chiesa plebana e della pieve di Vimercate.

## Biografia

### Origini e carriera
Figlio di Alcherio da Vimercate, Pinamonte emerge per la prima volta nelle fonti storiche nel 1171-1172, quando ricoprì la carica di console di Milano. Durante questo periodo, Milano stava risorgendo dopo la distruzione causata dall'Imperatore Federico Barbarossa nel 1162, e Pinamonte svolse un ruolo di rilievo nella ricostruzione della città. Il suo nome è tramandato su una lapide che commemora la ricostruzione delle mura di Milano, simbolo della rinascita milanese. La ricostruzione delle mura non rappresentava solo un'opera difensiva, ma anche il segno del rinnovato vigore della città e del suo rilancio politico e commerciale nell'Italia settentrionale. Fù eletto di nuovo console di Milano nel 1183.

### Il ruolo nella Lega Lombarda
Pinamonte si distinse per il suo contributo alla nascita della Lega Lombarda, una coalizione di città italiane formata per opporsi all'imperialismo di Federico Barbarossa. Nel 1158, combatté insieme a suo padre Alcherio da Vimercate contro le forze tedesche a Cassano d'Adda, e la tradizione lo colloca tra i principali oratori al Giuramento di Pontida nel 1167. Si dice che il suo discorso abbia ispirato i rappresentanti delle città lombarde a creare la Lega, rendendolo uno dei padri fondatori di questo movimento.
Sebbene la storicità del convegno di Pontida sia stata messa in dubbio dalla storiografia moderna, che ritiene più probabile che la Lega sia sorta in sedi municipali e pubbliche, è certo che Pinamonte fu una figura chiave nel processo di associazione tra le città lombarde. Il suo impegno per l'unità delle città contro l'Impero lo rese uno degli attori principali delle vicende politiche dell'epoca.

### Ruoli politici e diplomatici
Nel 1177, Pinamonte fu eletto podestà di Bologna e tra i "rectores Lombardiae", carica che lo mise alla guida di altre città della Lombardia. La sua influenza continuò a crescere e nel 1183 fu uno dei firmatari del Trattato di Costanza, che sancì la pace tra l'Imperatore e i Comuni italiani. Pinamonte rappresentò il Comune di Milano e fu tra coloro che difesero con forza i diritti della città nelle trattative.
L'importanza di Pinamonte si riflette anche nel 1185, quando partecipò all'incontro con Federico Barbarossa a Reggio Emilia, dove insieme ad altri consoli milanesi gli giurò fedeltà.